# Micrella rufa
Micrella rufa är en djurart som tillhör fylumet slemmaskar, och som beskrevs av Punnett 1901. Micrella rufa ingår i släktet Micrella och familjen Lineidae. Inga underarter finns listade i Catalogue of Life.